# Авъл Вергиний Трикост Рутил
Авъл Вергиний Трикост Рутил (на латински: Aulus Verginius Tricostus Rutilus) e политик на ранната Римска република през 5 век пр.н.е. и консул през 475 пр. Хр. Авъл Вергиний произлиза от патрицианската фамилия Вергинии, син на Прокул Вергиний Трикост Рутил и брат на Тит Вергиний Трикост Рутил (консул 479 пр.н.е.).
През 476 пр.н.е. той е консул с колега Спурий Сервилий Приск Структ.

## Семейство
Член е на Вергинии Трикости (Verginii Tricosti), клон на патрицианския род Вергинии. Син е на Опитер Вергиний Трикост, консул през 502 пр.н.е., (народен трибун 486 пр.н.е) и е внук на Опитер Вергиний. Пълното му име е Авъл Вергиний Опет Опет Трикост Рутил. Брат е на Прокул Вергиний Трикост Рутил, консул през 486 пр.н.е., на Тит Вергиний Трикост Рутил, консул през 479 пр.н.е., и Опитер Вергиний Есквилин, заместник-консул през 478 пр.н.е. Презимето Трикост е взето от Диодор Сицилийски.

## Биография

### Войната срещу етруските
След победата им в битката край р. Кремера, в която загива почти целия род Фабии, вейиените отиват в Рим и отблъскват консула Тит Менений Ланат, преди да бъдат разбити на хълма Яникул от неговия колега Гай Хораций Пулвил.
Следващата година (август 476 пр.н.е) Трикост става консул заедно със Спурий Сервилий Структ. Междувременно войната между Рим и етруският град Вейи продължава. Етруските са разположили наблюдателен пост на Яникул откъдето изтощават с военни нападения римляните, пречейки им да отглеждат или да внасят жито. Населението и бежанците скупчени в Рим изпитват недостиг на храна и започват да се бунтуват. Консулите опитват да намерят решение на проблема като купуват жито от съседните народи и чрез конфискация върху най-обилните лични запаси.

#### Разказа на Дионисий Халикарнаски
Според Дионисий Халикарнаски, рискът от глад подтиква консулите да контра-атакуват. Пресичайки през нощта р. Тибър, те установяват лагер в подножието на Яникул. Римляните превземат горната част след първи сблъсък с веийените, но Сервилий, разположен на лявото крило, преследва безразсъдно противника по хълма Яникул и бива разбит след като врага контра-атакува. Консул Вергиний, който достига върха на Яникул по друг път, атакува веийените в гръб, обръща ситуацията и запазва контрол на бойното поле. През нощта, веийените се вдигат, изоставяйки своят лагер, който римляните унищожават. Заради понесените загуби, Сената отказва на консулите победен марш за такава горчива победа.

#### Разказа на Тит Ливий
Тит Ливий представя събитията по различен начин. Според него, веийените обсаждат Рим и грабят околностите, докато не попадат в същия капан като 306-те фабии, иначе казано в засада по време на грабежите. В него момент, една част от веийените биват избити. Това поражение бива последвано от друго по-важно: опитват да превземат чрез щурм лагера на консул Спурий Сервилий Пискус Структ разположен в Марсово поле, но биват отблъснати и се налага да бягат чак до Яникул, отправната им точка. Този път това е Структус, предишно атакуван, който опитва нападение, но се проваля докато Трикост превземана вражеския лагер и побеждава вийените чрез нападение в гръб.

### Процеса на Спурий Сервилий Структус
През 475 пр. Хр., още след излизането си от длъжност, старият му колега Структус бива обвинен от два народни трибуна, Луциус Каедициус и Титъс Статиус, като отговорен за провала на нападението на Яникул. Трикост се заема със защитата му и има заслуга за известността му. Предишната година, друг консул, Титъс Менениус Ланатус, също бива съден за военен неуспех. Спорет Тит Ливий, веднъж осъден, бившият консул Ланатус ляга на легло и умира, така довеждайки народа до пощада за Спурий Сервилий Структус.

### Антични автори
- Tite-Live, Histoire romaine, Книга II, 51 – 52 в сайта на университет на Льовен
- Diodore de Sicile, Histoire universelle, Книга XI, 18 в сайта на Филип Ремакъл (Philippe Remacle)
- (англ.) Denys d'Halicarnasse, Antiquités romaines, Livre IX, 25 – 49 в сайта на LacusCurtius

### Модерни автори
(англ.) T. Robert S. Broughton, New York, The American Philological Association, coll. „ Philological Monographs, номер XV, том I “,‎ 1951, стр. 578